# 黄苞南星
黄苞南星（学名：Arisaema flavum）为天南星科天南星属的植物。原产於埃塞俄比亚南部，分布在尼泊尔、克什米尔地区、印度、不丹、阿富汗及中国的四川、西藏、云南等地，生长于海拔2,200米至4,400米的地区，多生在碎石坡或灌丛中。耐储存，干燥磨粉後，可与水混合揉成面团或饼烹饪半小时食用。

## 别名
天南星（西藏拉萨）、达果（藏语）。